# Maria Albuleț
Maria Albuleț (ur. 10 czerwca 1932 w Braile, zm. 17 stycznia 2005 w Ploeszti) – rumuńska szachistka, arcymistrzyni od 1985 roku. W czasie swojej kariery występowała również pod nazwiskiem Pogorevici.

## Kariera szachowa
W latach 50. należała do ścisłej czołówki rumuńskich szachistek, a pod koniec tego okresu – do szerokiej światowej czołówki. W 1951, 1955 i 1956 r. zdobyła tytuły indywidualnej mistrzyni Rumunii, w swoim dorobku posiadała również dwa srebrne (1953, 1972) i brązowy (1958) medal mistrzostw kraju. W 1957 r. jedyny raz w karierze reprezentowała narodowe barwy na szachowej olimpiadzie, zdobywając w Emmen srebrny medal. W 1959 r. wystąpiła w turnieju pretendentek (eliminacji mistrzostw świata) w Płowdiwie, dzieląc XII-XIII miejsce.
Sukcesy osiągała również w grze korespondencyjnej, w latach 1974–1979 wystąpiła w reprezentacji kraju na 1. olimpiadzie szachowej, na której szachistki rumuńskie zajęły VI miejsce.
W 1957 r. otrzymała tytuł mistrzyni międzynarodowej, natomiast w 1985 r. za wyniki z przeszłości – honorowy tytuł arcymistrzyni.

## Życie prywatne
Córką Marii Albuleț jest reprezentująca obecnie Grecję arcymistrzyni Marina Makropulu.